# أهو دارياي
أهو دارياي (بالفارسية: آهو دریایی) طالبة إيرانية تبلغ من العمر 30 عامًا تدرس مرحلة الدكتوراه في تخصص الأدب الفرنسي بجامعة آزاد الإسلامية في طهران. في 2 نوفمبر 2024 بعد أن واجهتها قوات الباسيج وهو قوات شبه عسكرية يزُعم أنها مزقت ملابسها أثناء الاعتقال ومضايقتها، احتجت على الحجاب الإجباري، من خلال خلع ملابسها ماعدا الداخلية والجلوس في ساحة الجامعة.
في اليوم ذاته وبعد الحادثة أصبحت آهو رمز للمقاومة ضد قوانين قواعد اللباس الصارمة في إيران وتطبيق الحجاب الإجباري، خاصة بعد عامين من وفاة مهسا أميني. وقد لفت احتجاجها واعتقالها اللاحق انتباه المجتمع الدولي، حيث طالبت منظمات حقوق الإنسان بالإفراج عنها. وحتى نوفمبر 2024، لا تزال محتجزة.

## انظر ايضا
- الاحتجاجات الإيرانية 2022
- المرأة في إيران